# بیمارستان ماونت ساینای
بیمارستان ماونت ساینای (به انگلیسی: Mount Sinai Hospital) یک بیمارستان واقع در نیویورک است که در سال ۱۸۵۲ تأسیس شد. ماونت ساینای در هارلم شرقی در شهر نیویورک و بخش منهتن، در مرز شرقی سنترال پارک بین خیابان مدیسون و خیابان پنجم قرار گرفته‌است. این بیمارستان قدیمی‌ترین و بزرگ‌ترین بیمارستان آموزشی در آمریکا محسوب می‌شود.
ماونت ساینای، ۷۴۰۰ پزشک و ۳۸۱۵ تخت دارد و سالانه ۱۶۰۰۰ نوزاد در آن متولد می‌شوند. در سال ۲۰۱۹–۲۰ بین ۵۰۰۰ بیمارستان در آمریکا رتبه چهاردهم را به خود اختصاص داد.